# تيدي دياز
تيدي دياز هو موسيقي وكاتب أغاني وعازف قيثارة فلبيني، ولد في 1 أبريل 1963 في مانيلا في الفلبين، وتوفي في 21 أغسطس 1988 في كيزون في الفلبين.